# Kamienica przy ulicy Brackiej 4 w Krakowie
Kamienica przy ulicy Brackiej 4 – zabytkowa kamienica znajdująca się w Krakowie, w dzielnicy I przy ulicy Brackiej, na Starym Mieście.

## Historia
Pierwotnie działka, na której stoi obecnie kamienica, była zapleczem posesji przyrynkowej Kamienicy Hetmańskiej. Pierwsza zabudowa powstała na niej na początku XIV wieku. Budynek wyodrębnił się z zespołu zabudowy Kamienicy Hetmańskiej w I połowie XVII wieku. W 1733 przeszedł przebudowę według projektu Jana Zygmunta Deybla. W latach 1816–1821 został przebudowany w stylu późnoklasycystycznym według projektu Jana Drachny i Szczepana Humberta. Kamienica spłonęła podczas wielkiego pożaru Krakowa w 1850. Odbudowana została w latach 1850–1852 według projektu Feliksa Radwańskiego.
20 czerwca 1967 kamienica została wpisana do rejestru zabytków. Znajduje się także w gminnej ewidencji zabytków.

## Architektura
Kamienica ma cztery kondygnacje. Fasada jest pięcioosiowa, o prostym wystroju, w dolnej części wsparta szkarpami. W drugiej osi parteru znajduje się boniowany, półkoliście zwieńczony portal. Parter i pierwsze piętro oraz pierwsze i drugie piętro oddzielone są od siebie gzymsami.